# Stamboom Caroline van Brandenburg-Ansbach (1683-1737)
Dit is de stamboom van Caroline van Brandenburg-Ansbach (1683-1737).
| Stamboom Caroline van Brandenburg-Ansbach (1683-1737)                                  | Stamboom Caroline van Brandenburg-Ansbach (1683-1737) | Stamboom Caroline van Brandenburg-Ansbach (1683-1737)                                                 | Stamboom Caroline van Brandenburg-Ansbach (1683-1737)                                              | Stamboom Caroline van Brandenburg-Ansbach (1683-1737)                                              |
| -------------------------------------------------------------------------------------- | --- | --- | -------------------------------------------------------------------------------------------------- | -------------------------------------------------------------------------------------------------- |
| Grootouders                                                                            | Albrecht V van Brandenburg-Ansbach (1620-1667) x Sophie Margarete van Oettingen-Oettingen (1634-1664) | Albrecht V van Brandenburg-Ansbach (1620-1667) x Sophie Margarete van Oettingen-Oettingen (1634-1664) | Johan George I van Saksen-Eisenach (1634-1686) x Johanna van Sayn-Wittgenstein (1632-1701)         | Johan George I van Saksen-Eisenach (1634-1686) x Johanna van Sayn-Wittgenstein (1632-1701)         |
| Ouders                                                                                 | Johan Frederik van Brandenburg-Ansbach (1654-1686) x 1681 Eleonore van Saksen-Eisenach (1662-1696) | Johan Frederik van Brandenburg-Ansbach (1654-1686) x 1681 Eleonore van Saksen-Eisenach (1662-1696)    | Johan Frederik van Brandenburg-Ansbach (1654-1686) x 1681 Eleonore van Saksen-Eisenach (1662-1696) | Johan Frederik van Brandenburg-Ansbach (1654-1686) x 1681 Eleonore van Saksen-Eisenach (1662-1696) |
| Caroline van Brandenburg-Ansbach (1683-1737) x 1705 George II van Hannover (1683-1760) | | | | |
| Kinderen                                                                               | Frederik (1707-1751) x 1736 Augusta van Saksen-Gotha (1719-1772) | Anna (1709-1759) x 1734 Willem IV van Oranje-Nassau (1711-1751)                                       | Anna (1709-1759) x 1734 Willem IV van Oranje-Nassau (1711-1751)                                    | 2 zoons 4 dochters                                                                                 |
| Kleinkinderen                                                                          | Augusta (1737-1813) George III (1738-1820) Eduard August (1739-1767) Elisabeth Caroline (1740-1759) Willem Hendrik (1743-1805) Hendrik Frederik (1745-1790) Louisa Anne (1749-1750) Frederik Willem (1750-1765) Carolina Mathilde (1751-1775) | nn (1735) nn (1739) Carolina (1743-1787) Anna (1746) Willem V (1748-1806)                             | nn (1735) nn (1739) Carolina (1743-1787) Anna (1746) Willem V (1748-1806)                          | ?                                                                                                  |